# マサオ・ミヨシ
マサオ・ミヨシ（三好将夫、1928年 - 2009年10月1日）は、日本生まれの米国の英文学者、カリフォルニア大学バークレー校名誉教授。専門は、英文学（ビクトリア朝文学）、日本文学、比較文学。
東京府生まれ。次兄は建設省の官僚であった三好勝彦。1945年旧制東京府立第五中学校（現小石川高等学校）卒業、49年第一高等学校卒業、51年東京大学文学部英文科卒業、学習院大学助手、同講師時代にフルブライト奨学生としてイェール大学大学院に学ぶ。
1953年強制送還され学習院に戻るが米国人と結婚していたため再度渡米、ニューヨーク大学において英文学で博士号取得。1963年、博士論文作成中にカリフォルニア大学バークレー校に英文学の助教授（assistant professor）として迎えられ、ヴィクトリア朝英文学を専門に教える。その後、教授に就任。
二葉亭四迷、森鷗外、夏目漱石、川端康成、太宰治、三島由紀夫ら近代日本文学を論じた『沈黙の共犯者たち』を刊行し、英文学から離れ、86年から同サンディエゴ校で英文学・比較文学・日本文学の教授、この間、シカゴ大学・ハーバード大学で客員教授。2004年定年となる。日本のナショナリズム批判の先鞭をつけ、大江健三郎のノーベル文学賞受賞の契機を作った。伊藤和夫、ノーム・チョムスキー、エドワード・サイード、柄谷行人と親しかった。

## 著書

### 単著
- The Divided Self: A Perspective on the Literature of the Victorians, (New York University Press, 1969).
- Accomplices of Silence: the Modern Japanese Novel, (University of California Press, 1974).
- As We Saw Them: the First Japanese Embassy to the United States (1860), (University of California Press, 1979).

佳知晃子監訳『我ら見しままに――万延元年遣米使節の旅路』（平凡社 1984年）
- Off Center: Power and Culture Relations between Japan and the United States, (Harvard University Press, 1991).

佐復秀樹訳『オフ・センター――日米摩擦の権力・文化構造』（平凡社 1996年）

### 共著
- （吉本光宏）『抵抗の場へ――あらゆる境界を越えるために、マサオ・ミヨシ自らを語る』（洛北出版 2007年）

### 共編著
- Postmodernism and Japan, co-edited with H. D. Harootunian, (Duke University Press, 1989).
- Japan in the World, co-edited with H. D. Harootunian, (Duke University Press, 1991).
- The Cultures of Globalization, co-edited with Fredric Jameson, (Duke University Press, 1998).
- Learning Places: the Afterlives of Area Studies, co-edited with H. D. Harootunian, (Duke University Press, 2002).